# 1976 en football
L'année 1976 en football est marquée par l'UEFA Euro 1976, qui voit la victoire de la Tchécoslovaquie sur l'Allemagne de l'Ouest. En club, le Bayern Munich remporte la Coupe des clubs champions européens, battant l'AS Saint-Étienne en finale.

## Chronologie
- 14 mars : le Maroc remporte la Coupe d'Afrique des Nations (CAN). C'est la première "CAN" remportée par les joueurs marocains. La Guinée se classe deuxième du Tournoi; le Nigeria termine 3e et l'Égypte 4e.
  - Article détaillé : Coupe d'Afrique des nations 1976
- 27 mars : Michel Platini honore sa première sélection en équipe de France, à l'occasion du match amical France-Tchécoslovaquie au Parc des Princes. C'est lors de cette rencontre qu'il inscrit son premier but avec les bleus.
- 5 mai :  le club belge du RSC Anderlecht remporte la Coupe des vainqueurs de Coupe en s'imposant en finale face à West Ham. C'est la première Coupes des coupes remportée par un club belge.
  - Article détaillé : Coupe d'Europe des vainqueurs de coupe 1975-1976
- 12 mai : le Bayern Munich remporte la Coupe des clubs champions européens face à l'AS Saint-Étienne (1-0). C'est la troisième Coupe des clubs champions européens gagnée le Bayern Munich ; c'est la première fois que les "Verts" atteignent la finale de cette compétition. Le Bayern réussit ainsi l'exploit de remporter trois années de suite le trophée (seul le Real Madrid a fait mieux avec 5 trophées consécutifs, tandis que l'Ajax Amsterdam a réalisé la même chose en remportant lui aussi 3 trophées d'affilée).
- 19 mai : Liverpool remporte la Coupe de l'UEFA face au FC Bruges. C'est la deuxième coupe de l'UEFA remportée par les Reds de Liverpool.
- 12 juin : au Parc des Princes de Paris, l'Olympique de Marseille remporte la Coupe de France en s'imposant 2-0 en finale face à l'Olympique lyonnais. C'est la neuvième Coupe de France gagnée par les marseillais.
- 20 juin : la Tchécoslovaquie remporte le championnat d'Europe des nations face à l'Allemagne de l'Ouest.
- 9 juillet : Terry Neill devient le nouvel entraîneur d'Arsenal.
- 6 octobre : Karl-Heinz Rummenigge joue son premier match avec l'équipe d'Allemagne lors d'une rencontre amicale face au pays de Galles à Cardiff.

## Champions nationaux
- Le Borussia Mönchengladbach remporte le championnat d'Allemagne.
- Liverpool remporte le championnat d'Angleterre.
- Le Real Madrid remporte le championnat d'Espagne.
- Le Wydad AC remporte le championnat du Maroc.
- L'AS Saint-Étienne remporte le championnat de France.
- La Torino FC remporte le championnat d'Italie.
- Le FC Bruges remporte le championnat de Belgique.
- Le PSV Eindhoven remporte le championnat des Pays-Bas.
- Le MC Alger remporte le triplé championnat d'Algérie.

## Naissances
Plus d'informations : Liste de personnalités du football nées en 1976.
- Michael Ballack, footballeur allemand.
- Juliano Belletti, footballeur brésilien.
- Mauro Camoranesi, footballeur italien.
- Andriy Chevtchenko, footballeur ukrainien.
- Ludovic Giuly, footballeur français.
- Patrick Kluivert, footballeur néerlandais.
- Fernando Morientes, footballeur espagnol.
- Alessandro Nesta, footballeur italien.
- Alvaro Recoba, footballeur uruguayen.
- Ronaldo, footballeur brésilien.
- Clarence Seedorf, footballeur néerlandais.
- Santiago Solari, footballeur argentin.
- Jon Dahl Tomasson, footballeur danois.
- Francesco Totti, footballeur italien.
- Ruud van Nistelrooy, footballeur néerlandais.
- Patrick Vieira, footballeur français.
- Iván Córdoba, footballeur colombien.
- Marcos Senna, footballeur espagnol.
- Juanito, footballeur espagnol.
- Sebastián Abreu, footballeur uruguayen.
- Djamel Belmadi, footballeur algérien.

## Décès
Plus d'informations : Liste de personnalités du football décédées en 1976.
- 23 juillet : décès à 87 ans de Thomas Burn, international anglais ayant remporté la médaille d'or aux Jeux olympiques 1912.
- 3 novembre : Giuseppe Cavanna, footballeur italien.
- 8 novembre : Giorgio Ferrini, footballeur italien.
- 25 décembre : Conduelo Píriz, footballeur uruguayen.

## Liens
- RSSSF : Tous les résultats du monde